# ディミトリス・フリストフィアス
ディミトリス・フリストフィアス（ギリシア語: Δημήτρης Χριστόφιας、1946年8月29日 - 2019年6月21日）は、キプロス（南キプロス、ギリシャ系キプロス）の政治家。同国第6代大統領を務めた。マルクス・レーニン主義を掲げる共産主義政党の労働人民進歩党（AKEL）党員。北キプロス・トルコ共和国（トルコ系キプロス）との再統合（分断の経緯についてはキプロスの項目内にあるキプロス問題の節を参照）、イギリスからの独立後もキプロス島に残るイギリス軍基地の閉鎖を公約としている。2001年6月7日から2008年2月28日の大統領就任まで国会議長を務めていた。

## 来歴
1946年8月29日、当時はイギリスの植民地であったキプロス島北部のキレニア地区ディコモ（現在は北キプロス領）に生まれる。全キプロス労働連盟の創設メンバーであった父の影響から、若くして共産主義運動に従事。学生時代にAKELの青年部に相当する統一民主青年機構（EDON）に加入し、1969年にはEDON中央委員会委員に選ばれた。中央委員に選ばれた1969年から1974年の約5年間、ソ連のモスクワにある社会科学院および社会科学アカデミーに留学した。
帰国後、AKELの政治家としての活動を本格化させ、1977年にはEDONの総書記となる（1987年まで在任）。1976年には青年部たるEDONから、AKEL本体の地方委員会委員に選出され、AKEL内での地位を高めていく。1982年、フリストフィアスはAKEL中央委員会委員に就任した。その後もAKEL政治局員補、正式な政治局員、書記と歴任し、AKELの中心的な人物となっていった。そして1988年4月、前任のエゼキオス・パパイオアヌ総書記（党首に相当）の死去に伴い、フリストフィアスがAKEL総書記に選出された。

### 国政へ
1991年総選挙に出馬し、国会議員に初当選。その後も1996年、2001年と再選を重ねた。3選後の2001年には国会議長に就任している。また、大統領の諮問機関である国家評議会議員や列国議会同盟のキプロス代表など、国政にかかわる多くの役職を兼任し、政治家としてのキャリアを積んでいった。

### 大統領
2008年2月17日実施の大統領選挙に、フリストフィアスはAKEL候補として出馬した。合計9人の候補が出馬していたが、実質的には民主連合（DISY）候補イオアニス・カソリディス、現職大統領で民主党(DIKO)候補のタソス・パパドプロス、そしてAKELのフリストフィアスによる三つ巴の選挙であった。第一回投票ではカソリディスが得票率33.5%、フリストフィアスが同33.3%となり、過半数を制した候補がいなかったため、選挙の行方は2月24日実施の第二回投票（決選投票）に持ち越された。カソリディスのわずかな優位が予想されていたが、第一回投票で敗北を決めたパパドプロス率いるDIKOがフリストフィアス支持を表明したため、第二回投票はフリストフィアスの優位で進み、得票率53.37%で勝利した。そして決選投票から4日後の2月28日、フリストフィアスはキプロス共和国第6代大統領に就任した。
フリストフィアス政権は共産主義政党AKELを母体としているが、国家の共産主義化と一党独裁といった従来の共産主義国家に見られるような政策は打ち出さず、現行憲法と市場経済を堅持している。また、公約の大きな柱である北キプロスとの再統合問題では、いち早く北キプロス当局との対話に意欲を示し、当選から1ヶ月も経たない2008年3月には、北キプロス大統領メフメト・アリ・タラートとの南北首脳会談を実現させた。フリストフィアス、タラート両大統領は共にキプロス再統合推進者であり、再統合に向けた動きが加速しつつある。だが北では再統合を望む声が住民に強いものの、南では2004年の住民投票で再統合が否決されるなど、トルコに依存し経済的に立ち遅れた北との統合に対する拒否反応は依然として根強い。
2009年1月にAKEL総書記から退き、後任にアンドロス・キプリアヌが選出された。
2010年欧州ソブリン危機に端を発する金融危機の煽りを受け、2012年6月に欧州連合に対し金融支援を要請。しかし経済改革には消極的な姿勢をとったため交渉は難航し、支援策をまとめられないまま2013年2月28日に大統領を退任した。

### 晩年
2019年5月よりニコシアの病院に入院し、6月21日に72歳で死去した。

## 私生活
モスクワ留学中に現在のエルシー夫人と出会い、1972年に結婚。3人の子供をもうけている。かつては正教会の信徒であったが、現在は無神論者である。